# Pierre-Charles-François Porquet
Pour les articles homonymes, voir Porquet.
Pierre-Charles-François Porquet, né le 12 janvier 1728 à Vire et mort le 22 novembre 1796 à Paris, est un poète français.

## Biographie
Issu de parents peu fortunés, il fit ses premières études au collège de sa ville natale, qui comptait alors d’excellents professeurs de langue latine, la seule qui y soit enseignée. Après avoir terminé ses humanités, il entra dans les ordres et monta à Paris, attiré par un Virois alors célèbre, l’abbé Asselin, principal du collège d'Harcourt, qui le plaça avec le titre de maître particulier dans son établissement, lui donna les moyens de se procurer un revenu supérieur à ses besoins, et de se faire connaître des familles, dont il élevait ensuite les enfants.
Porquet fut chargé de l’éducation de Stanislas de Boufflers, alors abbé, ce qui lui valut de devenir, par la protection de la mère de son élève, aumônier de Stanislas Leszczynski, roi de Pologne déchu, duc de Lorraine. L’abbé Porquet partit pour Lunéville ; La Harpe a affirmé que la première fois qu’il parut, dans ses nouvelles fonctions, au dîner du roi, il scandalisa le monarque parce qu’il ne savait pas son bénédicité, au point que celui-ci ne voulut pas le conserver et qu’il fallut les instances de sa protectrice, la marquise de Boufflers, pour lui rendre l’intérêt du roi.

Ce ne fut pas précisément par ses qualités ecclésiastiques que l’abbé Porquet se fit remarquer à la petite cour de Lunéville, où régnaient les lettres, les sciences, la paix et le bonheur, et qu’il obtint surtout les bonnes grâces de la société élégante et frivole que réunissait la marquise de Boufflers. Il se concilia plutôt les littérateurs, qu’il avait le grand art de faire briller, par le soin qu’il mettait à s’effacer devant eux, et devant les dames en composant pour elles une foule de petits vers, recueillis dans l’Almanach des Muses, dans l'Année littéraire de Fréron et autres revues du temps. Bien vu des hommes et goûté des femmes, qu’il était toujours prêt à servir et à célébrer en vers, sa petite taille de quatre pieds et demi, son air méthodique et compassé, l’extrême propreté et l’arrangement toujours uniforme de son rabat, de sa perruque, de sa culotte luisante, étaient souvent pour elles un sujet d’amusement. Il n’avait que le souffle, et il avait dit de lui-même : « Je suis comme empaillé dans ma peau. » Ce mot donna lieu à une piquante plaisanterie de la marquise de Boufflers, qui fit ainsi parler l’abbé : 
« Hélas! quel est mon sort !

L’eau me fait mal, le vin m’enivre ;

Le café fort me met à la mort :

L’amour seul me fait vivre »
Après la mort de Stanislas, l’abbé Porquet revint à Paris, où la marquise de Boufflers continua de lui prodiguer son affectueuse protection. Mme de Boufflers lui conserva toujours son intérêt, l’admit dans ses réunions les plus intimes et il vécut à Paris dans les cercles les plus brillants de cette époque jusqu’à ce que la Révolution lui fasse perdre une petite fortune péniblement amassée qu’il avait placée sur l’État. En lui enlevant ses amis, celle-ci le priva aussi de ses moyens d’existence. La Convention, à laquelle il s’adressa, lui accorda, par décret du 4 septembre 1795, une modique pension de quinze cents francs.
Habitué de bonne heure à vivre frugalement, mais non à se passer du nécessaire, il demeura, à la suite de ces revers de fortune, et malgré le secours qui lui avait été donné, en proie à une mélancolie que rien ne put guérir. Ne pouvant supporter un revers si complet, la plus profonde mélancolie s’empara de son esprit et lui inspira un dégoût absolu de la vie qui en hâta le terme. Il fut retrouvé mort dans son lit où il s’était couché la veille en bonne santé. Il avait probablement succombé à une attaque d’apoplexie, mais quelques personnes, s’autorisant de l’état moral dans lequel il se trouvait depuis quelque temps, pensèrent qu’il avait peut-être mis fin à ses jours. Cette assertion n’étant nullement prouvée, elle a été rejetée.
L’abbé Porquet n’a pas laissé la réputation d’un grand poète, mais on ne peut lui refuser celle d’un poète aimable, moins connu qu’il ne mérite de l’être. Ses vers, disséminés dans l’Almanach des Muses où il signait quelquefois « le Petit Vieillard », dans l’Année littéraire et dans quelques autres recueils, ont une tournure originale et piquante : ils sont tous remarquables par l’élégance, la pureté et la correction. L’abbé Porquet ne s’exerça jamais que sur des sujets légers et de peu d’étendue; mais le travail se montre un peu trop dans ses compositions, où il manque souvent de naturel.

Lui-même, dans son épitaphe, a reconnu son exactitude minutieuse :
D’un écrivain soigneux il eut tous les scrupules ; 

Il approfondit l’art des points et des virgules ;

Il pesa, calcula tout le fin du métier ;

Et sur le laconisme il fit un tome entier.
On a encore de lui son Discours de réception à l’Académie de Nancy, prononcé en 1746, et des Réflexions sur l’usure. On trouve, dans le Magasin encyclopédique de 1807, tomes II et III, une Notice étendue sur l’abbé Porquet.

## Œuvres
- Au Roy, à son retour de Metz, S.l., 1744, 4 p., in-4° (lire en ligne sur Gallica).
- « Poésies de Porquet », dans François-Joseph-Marie Fayolle, éd., Œuvres posthumes du chevalier de Boufflers, Paris, F. Louis, 1816, xvi-250, in-24 (OCLC 457110617, lire en ligne sur Gallica), p. 235-48.

## Pour approfondir